# Pucará de Rumicucho
El Pucará de Rumicucho es un sitio arqueológico ecuatoriano ubicado en la parroquia de San Antonio, en el Distrito Metropolitano de Quito, en la provincia de Pichincha. Posee una extensión de casi 3 ha construida sobre una colina cercana al lugar en que la Misión Geodésica Francesa estimó la franja ecuatorial. Fue construida por los incas entre los años 1480 y 1500 para fines militares aunque por la distribución de su espacio arquitectónico pudo haber servido también para los asuntos religiosos, sin embargo se han hallado materiales que revelan la ocupación anterior y simultánea de pobladores locales como los panzaleos quitus, caranquis y cuasmal.

## Toponimia
El nombre del pucará deriva de dos voces quechuas: "rumi" (piedra) y "cucho" (rincón), al concatenar las voces se obtiene "rumicucho" que quiere decir "rincón de piedra"; aunque antiguamente se denominaba Lulumbamba de "lulum" (fértil) y "bamba" o "pampa" (llanura) lo que significa "llanura fértil".

## Función

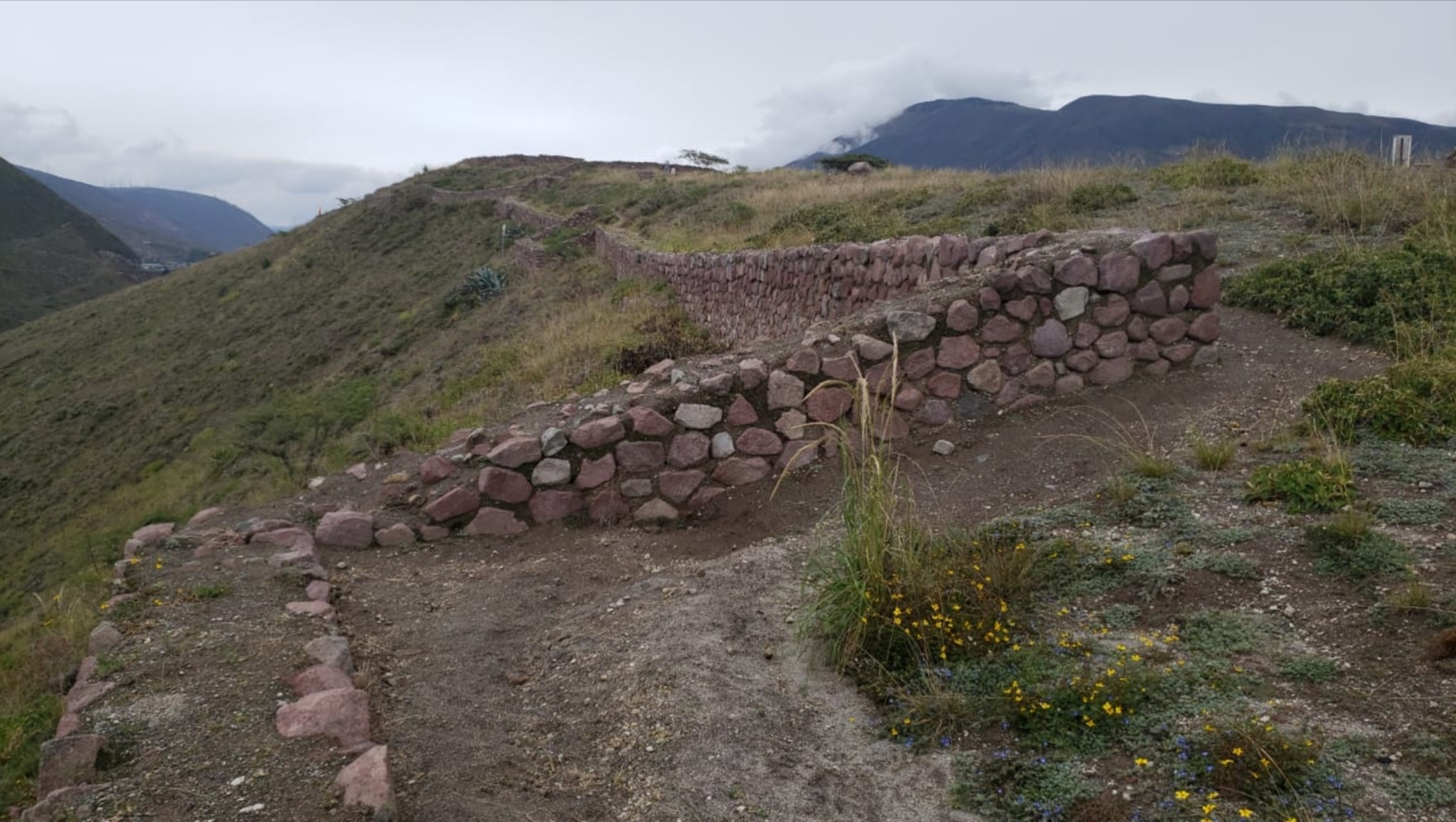
Murallas del pucará

Cumplía diversas funciones como militar, religiosa y de control migratorio, aunque de todas ellas la más importante fue la primera. Luego de las conquistas de las zonas circundantes los incas construyeron este pucará como una forma de consolidar sus posiciones, los investigadores y arqueolos deducen que Rumicucho cumplían la función militar no solo por la ubicación estratégica en que se encontraba el pucará sino también por la forma arquitectónica es decir por la distribución de los espacios y los objetos hallados. En cuanto a la función religiosa es notoria la forma arquitectónica de la tercera terraza y como observación de los cerros La Marca y el Cayambe, colinas que están dispuestas horizontalmente en dirección este-oeste que en el equinoccio el sol recorre en esa dirección y teniendo en cuenta que el pucará se halla a poca distancia de la franja ecuatorial, por lo que se deduce que Rumicucho fue también un lugar de adoración al inti y un observatorio astronómico. Además servía como puesto de control entre Quito y los pueblos del norte, los incas controlaban la entrada y salida de Quito a través de Rumicucho.

## Descripción
Rumicucho pertenece al estilo arquitectónico mixto (combinación de los estilos arquitectónicos incaicos con los estilos arquitectónicos locales), es de tipo pirka o rústico y corresponde a la fase imperial o de la expansión.[cita requerida] Tiene alrededor de 380 m de largo por 75 m de ancho, conformado por 5 terrazas siguiendo la forma piramidal de la colina.
Estas terrazas poseen diferentes formas (rectangulares, cuadrangulares y circulares) y diferentes tamaños. La forma distribuida del pucará es alargada en dirección norte-sur. La distribución de los espacios es como sigue:
- Primera terraza: Lugar ritual y consumo de alimentos.
- Segunda terraza: Lugar ritual y consumo de alimentos.
- Tercera terraza: Zona ceremonial.
- Cuarta terraza: Desconocido.
- Quinta terraza: Zona doméstica y residencial
- Espacios laterales: Zona doméstica y residencial

## Hallazgos
Entre los objetos hallados figuran de procedencia incaica y de las culturas locales, entre los que destacan:
- Objetos de piedra: armas como boleadores usados como flecha y piedras de honda.
- Objetos de madera
- Objetos de terracota: cerámica
- Objetos de hueso